# Juan Sotuyo
Juan Carlos Sotuyo (Necochea, Argentina, 22 de março de 1956) é um engenheiro e professor argentino, naturalizado brasileiro, conhecido por sua contribuição na criação do Parque Tecnológico Itaipu em Foz do Iguaçu, Paraná.

## Vida Pessoal e Formação Acadêmica
Juan Carlos Sotuyo nasceu em Necochea, uma cidade a 515 quilômetros de Buenos Aires, Argentina. Posteriormente, naturalizou-se brasileiro. Sua vida foi marcada por eventos traumáticos durante a ditadura militar argentina.

### Prisão e Tortura
Em 1976, Sotuyo foi prisioneiro no campo de concentração conhecido como "La Escuelita" em Bahia Blanca, província de Buenos Aires. "La Escuelita" era um centro clandestino de detenção localizado no bairro de Villa Floresta, nordeste da cidade de Bahía Blanca. O local, uma edificação precária que outrora servira para guardar cavalos militares, foi demolido antes da queda da ditadura argentina.

### O Sequestro de Seus Familiares
O irmão de Juan Carlos, Luis Alberto Sotuyo, e sua cunhada, Dora Rita Mercero, foram sequestrados por militares do Comando V do Corpo do Exército. A operação, liderada pelo major Ibarra e conhecida como Agrupación Tropas, envolveu cerco, invasão, sequestro e transporte das vítimas ao centro clandestino. Durante a invasão, a casa da família Sotuyo foi saqueada, com pertences e o contrato de aluguel roubados.

### Encobrimento e Desaparecimento
Enquanto estavam detidos em La Escuelita, o jornal La Nueva Provincia publicou uma nota falsa alegando que Luis Alberto Sotuyo e Dora Rita Mercero haviam sido abatidos em um confronto. Adel Vilas, um oficial do regime, admitiu posteriormente que a nota era falsa, explicando que se tratava de uma operação psicológica.
As verdadeiras circunstâncias da detenção foram reveladas por provas, depoimentos e testemunhos que refutaram a versão oficial. Uma testemunha relatou ter compartilhado o cativeiro com o casal, enquanto um sobrevivente de La Escuelita testemunhou sobre o assassinato. Relatos indicam que os corpos foram jogados ao mar de um avião.

### Persistência na Busca por Justiça
Apesar dos esforços incessantes para descobrir o paradeiro de Dora Rita Mercero e Luis Alberto Sotuyo, os resultados foram infrutíferos. Habeas corpus foram rejeitados, e o destino final dos dois permanece desconhecido. Este caso ilustra a brutalidade do regime militar argentino de 1976 e as tentativas sistemáticas de encobrimento das atrocidades cometidas.

## Contribuições Profissionais
Após esses eventos traumáticos, Juan Carlos Sotuyo construiu uma carreira notável como engenheiro e professor no Brasil. Uma de suas principais contribuições foi para a criação do Parque Tecnológico Itaipu, em Foz do Iguaçu, no Paraná, Brasil. Este parque é um importante ecossistema de inovação e desenvolvimento tecnológico na região, sendo o ramo tecnológico da Itaipu Binacional.
Juan Carlos Sotuyo possui uma formação acadêmica diversificada. Graduou-se em Ciência da Computação pela Universidade Federal de Santa Catarina (UFSC) em 1982. Ele também possui especialização em Engenharia de Software pela Universidade Federal do Paraná (UFPR) em 1997, mestrado em Engenharia Mecânica com ênfase em Metrologia e Automação pela UFSC em 1987, e doutorado em Administração pela Universidad Nacional de Misiones, na Argentina, com a tese "Modelo de Parque Científico e Tecnológico que Contribua com o Desenvolvimento Territorial" (2014), reconhecido pela UFSC em 2018.

#### Carreira Acadêmica e Profissional
Sotuyo iniciou sua carreira docente em 1993. Entre 2002 e 2004, foi coordenador do Curso de Engenharia Mecânica na Universidade Estadual do Oeste do Paraná (Unioeste). Em 2018, foi promovido a professor doutor adjunto nível A da Unioeste. Fundou o Instituto de Tecnologia Aplicada e Inovação (ITAI) em 1996.
Realizou pesquisas sobre ecossistemas de inovação em diversas instituições internacionais, incluindo a University of Texas, Universidad Politécnica de Valencia, Fondazione Bruno Kessler, Manchester Institute of Innovation Research, Fraunhofer Institute for Systems and Innovation Research, e Ecole Nationale Superieure d'Architecture de Nantes.
Trabalhou no Laboratório de Metrologia (LabMetro) da UFSC e na Fundação CERTI em Florianópolis. Ingressou na Itaipu Binacional, onde trabalhou até sua aposentadoria em 2019. Foi responsável pela implantação do Parque Tecnológico Itaipu, onde atuou como Diretor Superintendente até 2017. Atualmente, é professor na Unioeste, ministrando disciplinas como Introdução à Engenharia Mecânica, Geração de Ideias e Criatividade, Marketing Pessoal e Planos de Negócios em Engenharia.

## Legado
O trabalho de Juan Carlos Sotuyo no desenvolvimento tecnológico e sua experiência de vida durante a ditadura militar argentina destacam seu papel tanto como profissional quanto como testemunha histórica de um período sombrio na história argentina. Suas contribuições ao Parque Tecnológico Itaipu continuam a influenciar a área de inovação tecnológica no Brasil.

#### Literatura
Em 2022, Juan Carlos Sotuyo lançou seu livro "Caminhos da Inovação: uma vivência profissional" durante a Feira Internacional do Livro em Foz do Iguaçu. A obra, composta por 530 páginas, é resultado de uma pesquisa que incluiu 115 entrevistas conduzidas nos Estados Unidos e em cinco países europeus, analisando ecossistemas de inovação.